# أنطونيو ماريا دي لا غيرا
أنطونيو ماريا دي لا غيرا هو سياسي أمريكي، ولد في 1825، وتوفي في 28 نوفمبر 1881.